# Proales oculata
Proales oculata är en hjuldjursart som beskrevs av Tzschaschel 1979. Proales oculata ingår i släktet Proales och familjen Proalidae. Inga underarter finns listade i Catalogue of Life.